# Luigi Musso

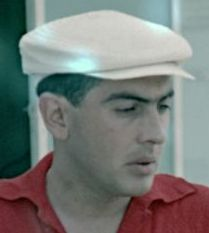
Luigi Musso, 1957

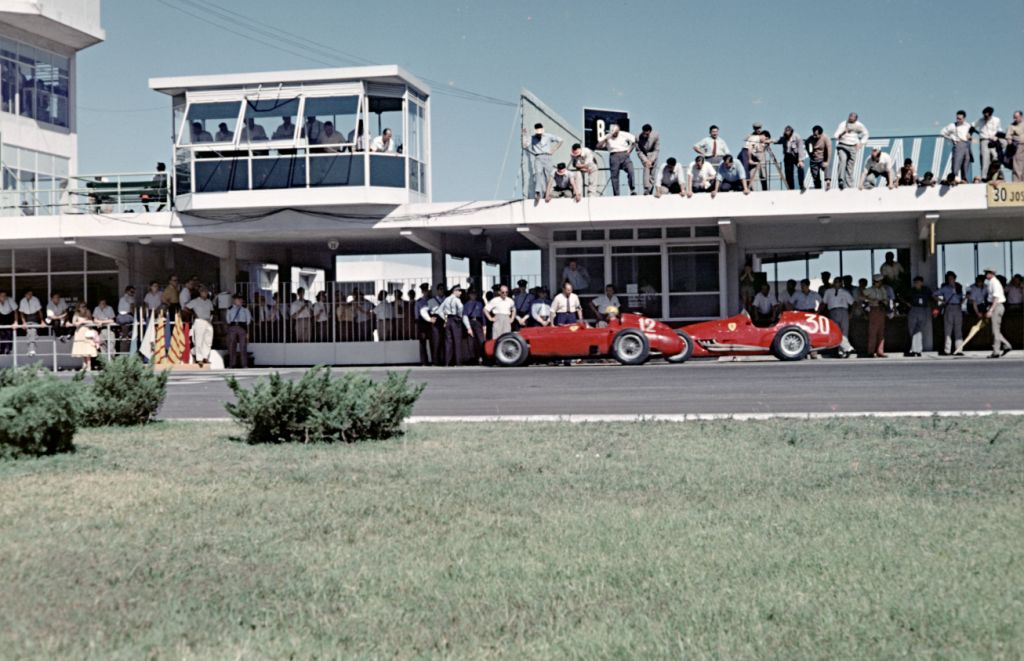
De Lancia-Ferrari's van Luigi Musso (nr. 12) en José Froilán González aan de pits tijdens de GP van Argentinië 1957.

Luigi Musso (Rome, 28 juli 1924 – Reims (Frankrijk), 6 juli 1958) was een Italiaanse Formule 1-coureur. Hij nam tussen 1953 en 1958 deel aan 25 Grands Prix weekeinden en startte 24 maal een race voor de teams Ferrari en Maserati en scoorde hierin één overwinning, de Grand Prix van Argentinië in 1956, zeven podia, één snelste ronde en 44 punten. Hij verongelukte in 1958.

## Biografie

### Geleidelijke weg omhoog
Luigi Musso was de derde zoon van een diplomaat die in China had gediend. Naast het feit dat hij een uitstekende coureur was, kon hij ook goed paardrijden en was hij goed in schermen en schieten. Wat betreft de autosport koos hij in het begin van de jaren vijftig voor de geleidelijke weg omhoog. Hij begon in een 750cc Stanguellini, die hij later omruilde voor een 2-liter Maserati. Toen reeds was er sprake van een zekere mate van fabriekssteun.
In 1954 koos hij ervoor om zijn weg te vervolgen in de Formule 1 en kocht hij een Maserati 250F. Hiermee won Musso de niet voor het wereldkampioenschap meetellende race van Pescara en werd hij tweede in de Grand Prix van Spanje.

### Grand Prix winnaar
Na een beloftevol jaar met de Maserati in 1955 stapte hij het jaar daarop over op Ferrari. Nog datzelfde jaar boekte hij zijn eerste en enige Grand Prix-overwinning in Argentinië met de Lancia-Ferrari, een overwinning die hij overigens moest delen met Juan Manuel Fangio. Na een gebroken arm te hebben opgelopen door een crash tijdens de 1000 km-sportwagenrace op de Nürburgring, ging de rest van het seizoen 1956 verloren.
Een jaar later was hij echter terug en won hij de Marne Grand Prix in Reims, een race die niet meetelde voor het wereldkampioenschap.

### Fatale crash
In 1958 kreeg Musso binnen zijn eigen team te maken met twee geduchte concurrenten, de Britten Mike Hawthorn en Peter Collins. Er wordt wel beweerd, dat hij zich hierdoor te veel heeft laten opjagen en dat dit de oorzaak is geweest van het feit, dat hij bij de Grote Prijs van Frankrijk in Reims, waar hij aasde op de grote prijzenpot waarmee hij een onderneming wilde opzetten, te veel risico's heeft genomen. Hij verongelukte er in de tiende van 50 ronden. Hij crashte in de Muizone Curve, terwijl hij op de tweede plaats lag.